# Pålstek

Pålstek

Pålstek (ett pålstek) är en knop som används för att göra en fast ögla på ett rep. Den är lätt att slå och lätt att lösa upp efter belastning, med en ögla som inte löper. Pålsteket används till exempel på förtöjningstrossar och på räddningslina kring livet. 
Pålstek kallas ibland för "kungen bland knopar".
Det finns en minnesregel för att slå knopen, om en drake som försöker dra ner en prinsessa i en sjö. Repet som hänger ner är prinsessan, öglan som görs blir sjön hon står vid. Tampen är draken som ska fånga och dra med sig prinsessan i sjön. Draken sticker upp genom sjö, slingrar sig runt prinsessan och viker ner i sjön igen. Prinsessan håller emot och stoppar draken, när knopen dras åt.

## Varianter
Pålsteket säkras genom att man med tampen lägger en överhandsknop om öglan, eller att man lägger en extra rundtörn i själva knopen. Pålstek finns i ytterligare några varianter: dubbelt pålstek, spanskt pålstek och portugisiskt pålstek.

### Falskt pålstek
Änden på repet (sladden, eller tampen) slutar vanligen inuti öglan. Om man av misstag, okunskap eller avsiktligt i stället låter änden sluta på utsidan får man vad som kallas falskt pålstek, på engelska "left-hand bowline". Enligt standardverket The Ashley Book of Knots är den falska knopen, en betydligt sämre knop.
Svenska Posten AB gav år 2003 ut en samling frimärken med knopar och pålstek avbildades på frimärket för föreningsbrev. Det var den falska varianten som avbildades på frimärket.

## Användning
Pålstek lämpar sig för att
- förena två spända snören för grövre gods (två pålstek).
- fästa ett tåg i en påle, vars ända är åtkomlig (pålstek eller pålstek om egen part).
- fästa ett tåg i påle eller mast, vars ände inte är åtkomlig.
- fästa ett tåg i en ring.
- bilda en löpögla (pålstek om egen part).
- bilda en fast ögla (pålstek eller dubbel pålstek).
- bilda två fasta öglor (dubbel pålstek).[8]
- förstora en fast ögla (exempelvis ett splitsat öga). Här förs den existerande öglan upp ur sjön och träs över hela knopen för att fånga prinsessan.